# Marsdenia glomerata
Marsdenia glomerata är en oleanderväxtart som beskrevs av Ying Tsiang. Marsdenia glomerata ingår i släktet Marsdenia och familjen oleanderväxter. Inga underarter finns listade i Catalogue of Life.